# Sympycnus ignotus
Sympycnus ignotus är en tvåvingeart som beskrevs av Octave Parent 1928. Sympycnus ignotus ingår i släktet Sympycnus och familjen styltflugor. Inga underarter finns listade i Catalogue of Life.